# Oksaal

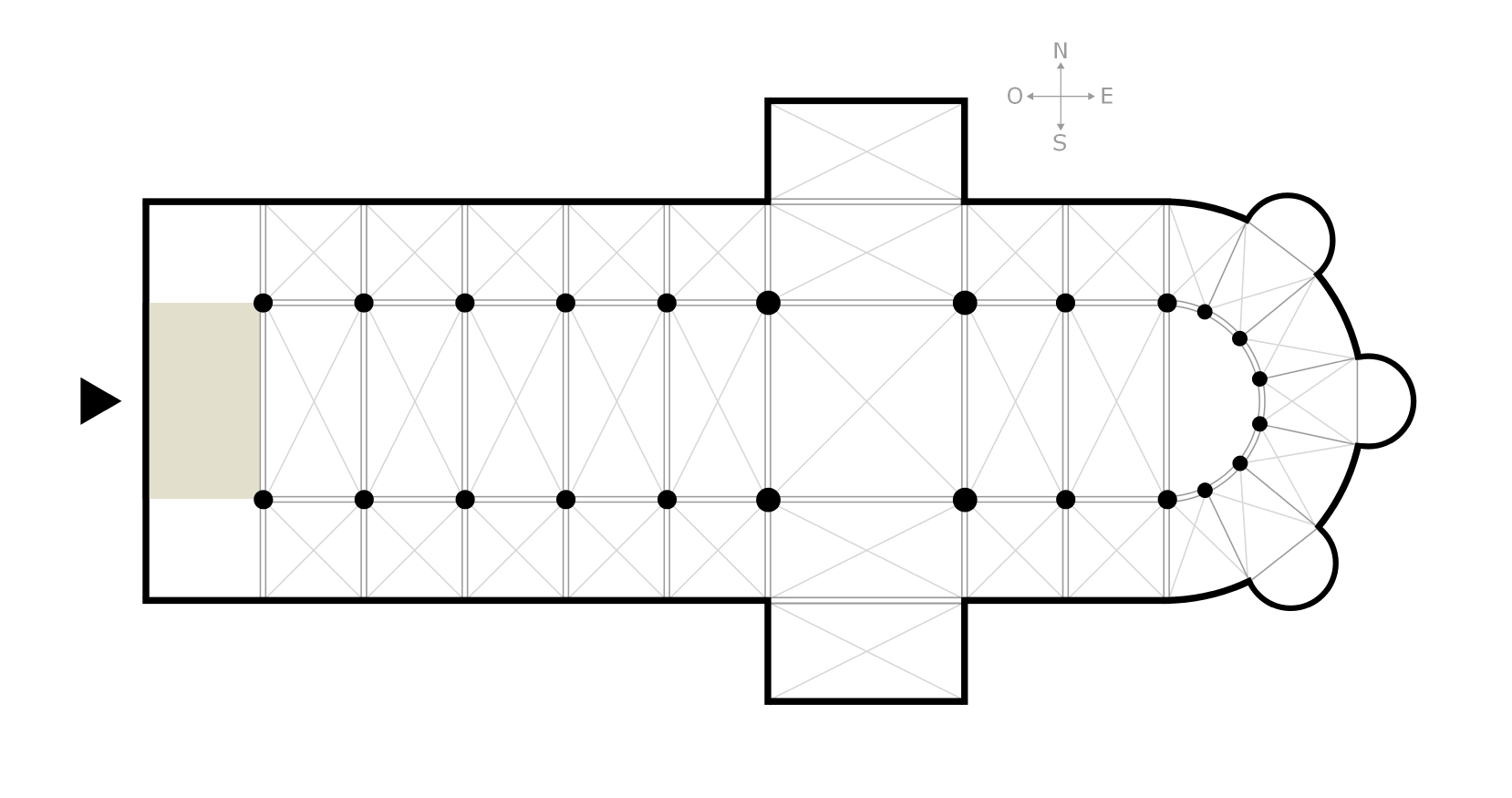
oksaal van een kruiskerk

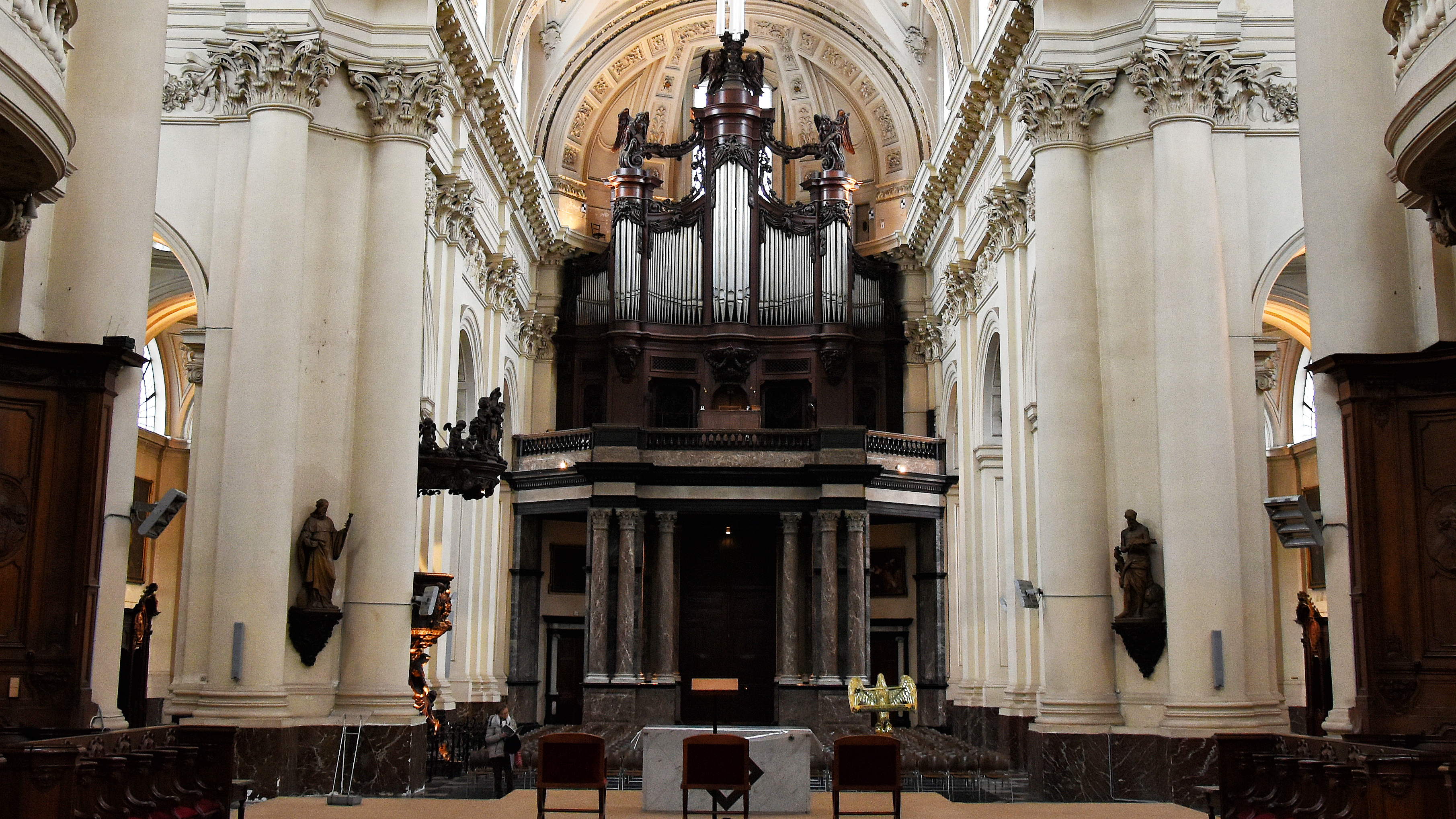
Oksaal en het Korfmacher-orgel in de kathedraal van Namen met beeldhouwwerk door Karel Geerts

Het oksaal, ook wel orgeltribune, orgelgalerij of zangkoor genoemd, is een balkon aan de westzijde of achterzijde van het schip van een kerk.
Een oksaal biedt ruimte aan het zangkoor en het grote kerkorgel. Oksaal was eerst synoniem met doksaal, de afscheiding tussen het priesterkoor en het middenschip waarop zich meestal ook een orgelbalkon bevond. Later heeft oksaal, vooral in de katholieke parochies na de tijd van de Reformatie, een betekenisverandering ondergaan tot synoniem van orgelbalkon of -galerij.